# 발레리 게라시모프
발레리 바실리예비치 게라시모프(러시아어: Вале́рий Васи́льевич Гера́симов, 문화어: 왈레리 게라씨모브, 1955년 9월 8일~)은 소련과 러시아의 군인이며 계급은 상급대장이다. 2012년 11월 9일부터 현재까지 러시아 연방군 총참모장 겸 러시아 연방 국방부 제1차관을 맡고 있다. 2013년에는 러시아 연방 안보 회의 구성원이 되었고, 2016년에는 러시아 연방영웅 훈장을 받았다.

## 생애
노동자 가정에서 태어난 게라시모프는 카잔에 위치한 카잔 수보로프 군사 학교, 타타르 자치 소비에트 사회주의 공화국 최고 회의 카잔 고등전차사령부 학교, 소비에트 연방 원수 말리놉스키 기갑 군사 아카데미, 러시아 합동군사참모대학교를 우수한 성적으로 졸업했다.
카잔 고등전차사령부 학교를 졸업한 이후, 게라시모프는 기계화 보병 소대, 중대 및 극동 연방관구 대대의 사령관을 역임하였다. 나중에는 탱크 연대의 참모장, 그 다음에는 발트해 군관구에 있는 동력 소총 사단의 참모장이 되었다. 1993년부터 1995년까지는 발트해 군사 지구에 있는 144 근위 차량 소총 사단의 사령관을 역임한 후 북서부 그룹의 사령관을 역임하였다.
러시아 합동군사참모대학교를 졸업한 후에는 제2차 체첸 전쟁에서 모스크바군 제1부사령관과 북캅카스 제58군 사령관을 지냈다. 이 시기 체첸에서 인종 청소를 저지른 러시아군 장교 유리 부다노프의 체포에 기여하여 러시아 언론인 안나 폴리트콥스카야로부터 찬사를 받았다.
2006년 레닌그라드 군관구 사령관, 2009년 모스크바 군관구 사령관, 2010년 부총참모장, 2012년 중부군관구 사령관을 차례로 맡았다.
2009년부터 2012년까지 붉은 광장에서 승전 기념일 퍼레이드를 네 차례 지휘했으며, 2012년 아나톨리 세르듀코프가 러시아 연방 국방장관을 사임한 후, 새로운 국방장관 세르게이 쇼이구의 제안으로 러시아 연방군 총참모장 겸 러시아 연방 국방부 제1차관에 임명되었다. 2014년 러시아 육군 최고위직인 육군 총사령관으로 진급했다.
2014년, 게라시모프는 우크라이나 영토의 완전한 주권과 독립을 훼손하고 위협하는 행동을 했다는 이유로 유럽 연합의 제제 대상 목록에 추가되었다. 같은 해, 캐나다, 리히텐슈타인, 스위스는 그가 러시아-우크라이나 국경 부근에서 대규모 러시아 군 병력을 배치해 우크라이나와의 긴장 고조를 부추겼다는 것을 근거로 게라시모프를 제재 목록에 추가하였다. 오스트레일리아 역시 같은 해에 게라시모프를 우크라이나 사태 관련 제재 목록에 추가하였다.
| 전임 니콜라이 예고로비치 마카로프 | 러시아군 총참모장 2012년~ |  |